# Montoku (rivière)
La Montoku est une rivière du Congo-Kinshasa, un sous-affluent du fleuve Congo par la Lulonga-Lopori dont elle est un affluent.